# Now and Forever (filme)
Now and Forever (Brasil: Agora e Sempre) é um filme estadunidense de 1934, do gênero drama, dirigido por Henry Hathaway.

## Elenco
- Gary Cooper  ...  Jerry Day
- Carole Lombard  ...  Toni Carstairs Day
- Shirley Temple  ...  Penelope 'Penny' Day
- Guy Standing  ...  Felix Evans
- Charlotte Granville  ...  sra. J.H.P. Crane

## Sinopse
Jerry (Gary Cooper) é casado com Toni (Carole Lombard), que sonha em formar uma família. Mas Jerry não quer ter esse tipo de responsabilidade, os dois são andarilhos. Mas um dia ela descobre uma filha de Jerry, Pennie.